# 导带
導帶（英語：conduction band），又名傳導帶，是指半導體或是絕緣體材料中，一种電子所具有能量的範圍。這個能量的範圍高於價帶（valence band），而所有在導帶中的電子均可經由外在的電場加速而形成電流。

能带理论结构图，参阅电流和半导体关于能带理论的相关内容

## 延伸閱讀
- 半導體
- 能带理论
- 光觸媒